# 논나 모르듀코바
논나 모르듀코바(러시아어: Ноябри́на Мордюко́ва, 1925년 11월 25일 ~ 2008년 7월 6일)는 소련, 러시아의 배우이다.

## 출연 작품
- 엄마(영어판) (1999)
- 루나 파크 (1992)
- 가족(영어판) (1981)
- 귀족들의 보금자리 (1969)
- 다이아몬드 팔 (1968)
- 코미짜르 (1967)
- 전쟁과 평화 (1967)
- 전쟁과 평화 2부 (1966)